# Louise Penny

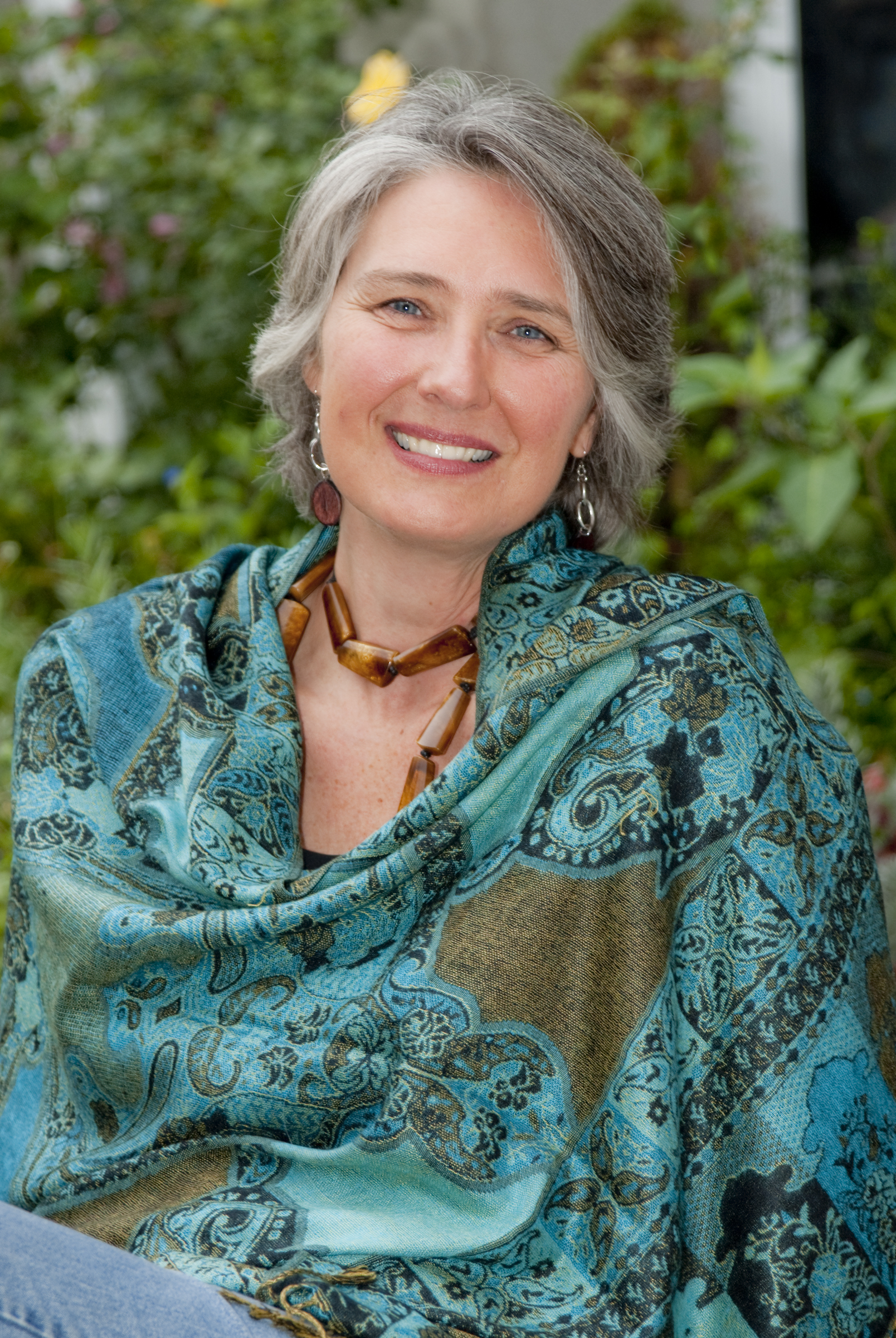
Louise Penny, 2009

Louise Penny CM (* 1. Juli 1958 in Toronto, Ontario) ist eine kanadische Journalistin und vielfach ausgezeichnete Kriminalschriftstellerin.

## Leben
Louise Penny schloss 1979 ihr Studium an der Ryerson University in Toronto mit dem Bachelor of Applied Arts (Radio and Television) ab. Unmittelbar danach war sie 18 Jahre als Rundfunkjournalistin und Moderatorin bei der Canadian Broadcasting Corporation (CBC) in Toronto, Thunder Bay, Winnipeg, Québec und zuletzt in Montreal tätig, ehe sie bei der CBC ausschied, um ihrer schriftstellerischen Neigung nachzugehen.
Als sie Mitte 30 war, lernte sie ihren späteren Ehemann Michael Whitehead kennen, den damaligen Leiter der Hämatologie im Montreal Children's Hospital. Er starb im September 2016.
Ihre Kriminalromane, vergleichbar mit den Romanen von P. D. James und Elizabeth George, spielen in der idyllischen Gemeinde Three Pines (Drei Kiefern) in der kanadischen Provinz Québec. Die Bewohner von Three Pines sind liebenswürdig und menschlich. Pennys Protagonist ist Chief Inspector Armand Gamache von der Sûreté du Québec.
Für ihren ersten Roman Still Life fand sich im kanadisch-amerikanischen Raum kein Verleger. Die Londoner Headline Publishing Group übernahm schließlich 2005 die Veröffentlichung und reichte den Roman bei der britischen Crime Writers' Association (CWA) als Erstlingswerk ein: Pennys Still Life wurde 2006 von der CWA als bester Erstlingsroman mit dem New Blood Dagger ausgezeichnet. Vier weitere Literaturpreise erhielt der Roman 2006 und 2007 in den USA und Kanada.
Die Romanserie wurde 2022 unter dem Titel Three Pines - Ein Fall für Inspector Gamache mit Alfred Molina in der Hauptrolle verfilmt, aber nach einer Staffel eingestellt.
Nachdem die United States Customs and Border Protection im März den Haupteingang der Haskell Free Library and Opera House in Stanstead, der sich auf US-Territorium befindet, schließen ließ, stiftete Penny C$50.000 für den Bau eines neuen Eingangs von kanadischer Seite.

## Werke
Chief Inspector Armand Gamache – Serie
- 2005 Gamache 1: Still Life
  - Denn alle tragen Schuld, dt. von Andrea Stumpf und Gabriele Werbeck; Limes, München 2006. ISBN 978-3-809-02515-3
  - auch als: Das Dorf in den roten Wäldern, gleiche Übersetzung; Kampa, Zürich 2019. ISBN 978-3-311-12006-3
- 2006 Gamache 2: Dead Cold (in den USA auch als A Fatal Grace)
  - Und die Furcht gebiert den Zorn, dt. von Andrea Stumpf und Gabriele Werbeck; Limes, München 2008. ISBN 978-3-8090-2517-7
  - auch als: Tief eingeschneit, dt. von Andrea Stumpf und Gabriele Werbeck; Kampa, Zürich 2019. ISBN 978-3-311-12008-7
- 2007 Gamache 3: The Cruellest Month
  - Der grausame Monat, dt. von Andrea Stumpf und Gabriele Werbeck; Limes, München 2009. ISBN 978-3-809-02558-0
  - auch als: Das verlassene Haus, gleiche Übersetzung; Kampa, Zürich 2020. ISBN 978-3-311-12011-7
- 2008 Gamache 4: The Murder Stone (in den USA auch als A Rule Against Murder)
  - Rachefest, dt. von Andrea Stumpf und Gabriele Werbeck; Blanvalet, München 2011. ISBN 978-3-442-37737-4
  - auch als: Lange Schatten, gleiche Übersetzung; Kampa, Zürich 2020. ISBN 978-3-311-12012-4
- 2009 Gamache 5: The Brutal Telling
  - Wenn die Blätter sich rot färben, dt. von Andrea Stumpf und Gabriele Werbeck; Kampa, Zürich 2020. ISBN 978-3-311-12019-3
- 2010 Gamache 6: Bury Your Dead
  - Heimliche Fährten, dt. von Sepp Leeb; Kampa, Zürich 2020. ISBN 978-3-311-12020-9
- 2011 Gamache 7: A Trick of the Light
  - Bei Sonnenaufgang, dt. von Andrea Stumpf und Gabriele Werbeck; Kampa, Zürich 2021 ISBN 978-3-311-12028-5
- 2011 The Hangman, Novelle, Grass Roots Press, 2020, ISBN 978-1-926-58324-2
- 2012 Gamache 8: The Beautiful Mystery
  - Unter dem Ahorn, dt. von Andrea Stumpf und Gabriele Werbeck; Kampa, Zürich 2021 ISBN 978-3-311-12029-2
- 2013 Gamache 9: How the Light Gets In
  - Der vermisste Weihnachtsgast dt. von Andrea Stumpf und Gabriele Werbeck; Kampa, Zürich 2021 ISBN 978-3-311-12030-8
- 2014 Gamache 10: The Long Way Home
  - Wo die Spuren aufhören dt. von Sepp Leeb; Kampa, Zürich 2021 ISBN 978-3-311-12031-5
- 2015 Gamache 11: The Nature of the Beast, Sphere, 2016, ISBN 978-0-751-55268-3
  - Totes Laub dt. von Nora Petroll; Kampa, Zürich 2022, ISBN 978-3-311-12032-2
- 2016 Gamache 12: A Great Reckoning, Sphere, 2017, ISBN 978-0-751-55269-0
  - Auf keiner Landkarte dt. von Andrea Stumpf und Gabriele Werbeck; Kampa, Zürich 2022, ISBN 978-3-311-12033-9
- 2017 Gamache 13: Glass Houses
  - Hinter den drei Kiefern, dt. von Andrea Stumpf und Gabriele Werbeck; Kampa, Zürich 2018. ISBN 978-3-311-12002-5
- 2018 Gamache 14: Kingdom of the Blind
  - Auf einem einsamen Weg, dt. von Andrea Stumpf und Gabriele Werbeck; Kampa, Zürich 2019. ISBN 978-3-311-12007-0
- 2019 Gamache 15: A Better Man
  - Wildes Wasser, dt. von Andrea Stumpf und Gabriele Werbeck; Kampa, Zürich 2022. ISBN 978-3-311-12034-6
- 2021 Gamache 16: All the Devils Are Here
  - Die Reise nach Paris, dt. von Andrea Stumpf und Gabriele Werbeck; Kampa, Zürich 2023. ISBN 978-3-311-12050-6
- 2021 Gamache 17: The Madness of Crowds
  - Unruhe im Dorf, dt. von Nora Petroll; Kampa, Zürich 2023. ISBN 978-3-311-12063-6
- 2022 Gamache 18: A World of Curiosities, Minotaur Books, 2022, ISBN 978-1-250-14529-1
  - Ein sicheres Zuhause, dt. von Andrea Stumpf und Gabriele Werbeck; Kampa, Zürich 2024. ISBN 978-3-311-12073-5
- 2024 Gamache 19: The Grey Wolf, Hodder & Stoughton, ISBN 978-1399730525
  - Der graue Wolf, dt. von Andrea Stumpf und Gabriele Werbeck; Kampa, Zürich 2025 ISBN 978-3-311-12105-3

Thriller mit Hillary Clinton
- State of Terror. HarperCollins, 2021, ISBN 978-3749903184; als Taschenbuch unter dem Titel Staat der Angst, 2022, ISBN 978-3365000830

## Auszeichnungen
- 2006 CWA Dagger Award – Kategorie Bester Erstlingsroman für Still Life (dt. Denn alle tragen Schuld)
- 2006 Arthur Ellis Award – Kategorie Bester Erstlingsroman für Still Life
- 2007 Dilys Award für Still Life
- 2007 Barry Award – Kategorie Bester Erstlingsroman für Still Life
- 2007 Anthony Award – Kategorie Bester Erstlingsroman für Still Life
- 2008 Agatha Award – Kategorie Bester Roman für A Fatal Grace[6] (dt. Und die Furcht gebiert den Zorn)
- 2009 Agatha Award – Kategorie Bester Roman für The Cruellest Month (dt. Der grausame Monat)
- 2010 Anthony Award – Kategorie Bester Roman für The Brutal Telling
- 2010 Agatha Award – Kategorie Bester Roman für The Brutal Telling
- 2011 Arthur Ellis Award – Kategorie Bester Roman für Bury Your Dead
- 2011 Dilys Award für Bury Your Dead
- 2011 Agatha Award – Kategorie Bester Roman für Bury Your Dead
- 2011 Macavity Award – Kategorie Bester Roman für Bury Your Dead
- 2011 Anthony Award – Kategorie Bester Roman für Bury Your Dead
- 2011 Nero Wolfe Award – Kategorie Bester Roman für Bury Your Dead
- 2012 Anthony Award – Kategorie Bester Roman für A Trick of the Light
- 2013 Anthony Award – Kategorie Bester Roman für The Beautiful Mystery
- 2013 Agatha Award – Kategorie Bester Roman für The Beautiful Mystery
- 2013 Macavity Award – Kategorie Bester Roman für The Beautiful Mystery
- 2016 Agatha Award – Kategorie Bester Roman für A Great Reckoning
- 2017 Anthony Award – Kategorie Bester Roman für A Great Reckoning
- 2017 Macavity Award – Kategorie Bester Roman für A Great Reckoning